# Susanne Klatten
Susanne Klatten, född Quandt den 28 april 1962 i Bad Homburg vor der Höhe i Hessen, är en tysk affärskvinna, dotter till Herbert och Johanna Quandt.
Susanne Klatten är arvtagerska till BMW som hon tillsammans med sin mor Johanna Quandt och bror Stefan Quandt ärvde efter fadern Herbert Quandts död 1982, som även efterlämnade hälften av läkemedelstillverkaren och kemiföretaget Altana. År 2010 hade hon köpt ut övriga aktieägare och har idag full kontroll över Altana. Hennes ägarandel av BMW är nära 20%. Klatten är åttonde rikaste kvinna, och Tysklands tredje rikaste person efter syskonen Beate Heister and Karl Albrecht Jr. (arvingar till bröderna Albrecht, grundare av livsmedelskedjan Aldi).

## Privatliv
Klatten undgick med nöd och näppe att bli kidnappad vid sexton års ålder.
Klatten träffade sin make Jan Klatten när de båda arbetade på BMW i Regensburg. Hon använde då efternamnet "Kant" och berättade inte för Jan om sin förmögenhet förrän efter ett tag. De gifte sig 1990 och fick tre barn. Idag är Klatten separerad.
Klatten blev sol-och-vårad och senare utpressad 2007 av Helg Sgarbi och Ernano Barretta. De gjorde hemliga inspelningar av Klattens och Sgarbis kärleksnätter på lyxhotell. Sgarbi, vars far var polsk lägerfånge, drevs av hämnd mot Klattens farfar Günther Quandt och dennes företag BMW, som använde lägerfångar som gratis arbetskraft under andra världskriget. Sgarbi och Barretta dömdes till sex respektive sju års fängelse. Den svenska regissören Alexandra-Therese Keining planerar göra film av händelsen med Kristin Scott Thomas i huvudrollen.